# Eastern Primary School

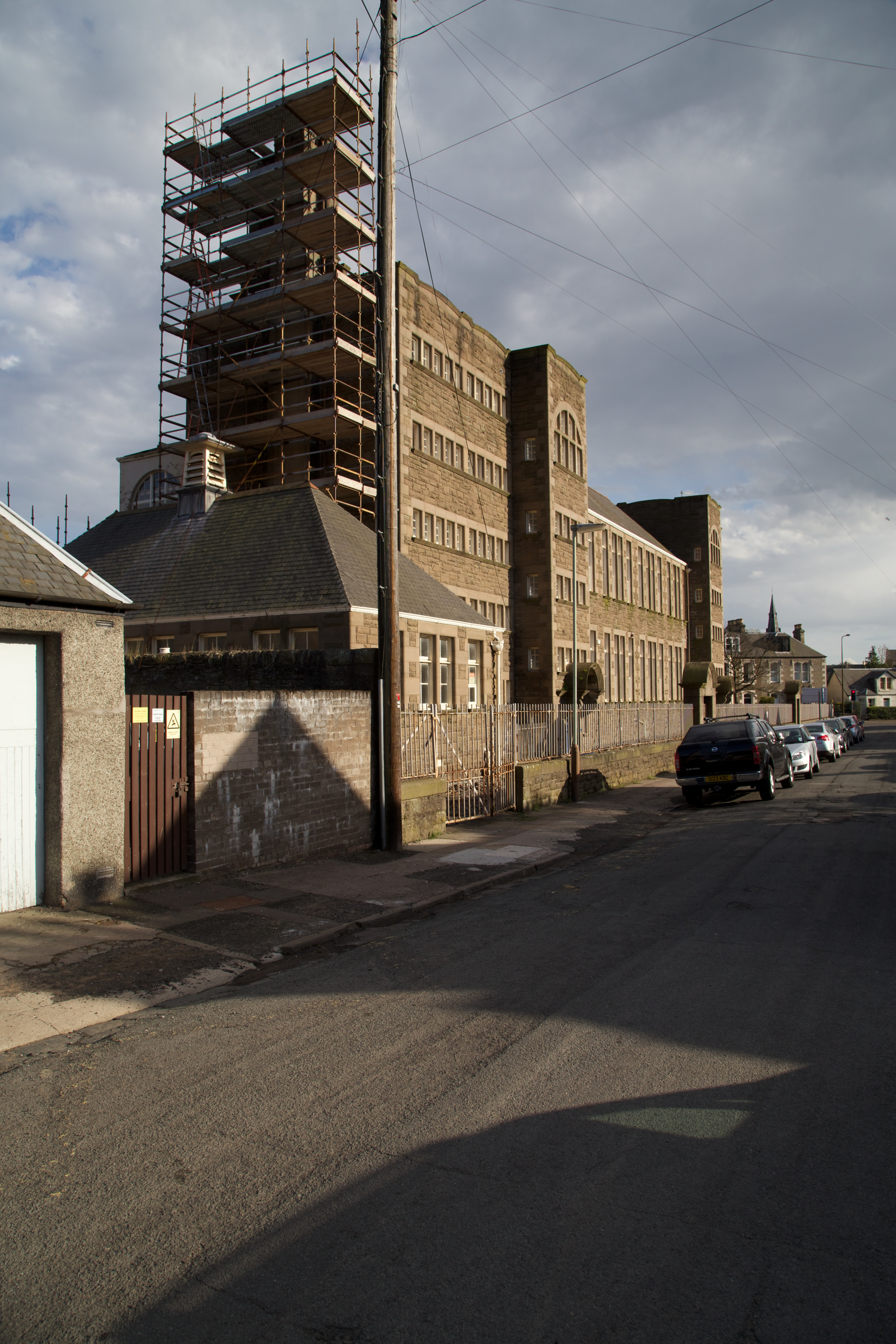
Eastern Primary School

Die Eastern Primary School ist eine Grundschule in der schottischen Stadt Dundee in der gleichnamigen Council Area. 1991 wurde das Schulgebäude in die schottischen Denkmallisten in der höchsten Denkmalkategorie A aufgenommen.

## Schule
Das Schulgebäude wurde im Jahre 1911 nach einem Entwurf von James H. Langlands errichtet. Die nicht konfessionsgebundene Eastern Primary School bietet als Grundschule die Klassenstufen eins bis sieben an. Rund 400 Schüler besuchen die Eastern Primary School. Die Schulkleidung besteht für beide Geschlechter aus einem grauen oder roten Pullover, einem weißen Polohemd, Hemd oder Bluse, grauer Hose und schwaren Schuhen. Für Mädchen sind auch graue Röcke zugelassen.

## Gebäude
Die Eastern Primary School steht an der Einmündung des Whinny Brae in die Monifieth Road (A930) in der ehemals eigenständigen Stadt Broughty Ferry im Osten von Dundee. Das Jugendstilgebäude besteht aus zwei-, drei- und fünfstöckigen Bauteilen. Das Mauerwerk ist bossiert mit polierten Einfassungen und Ecksteinen. Entlang der Fassaden sind vornehmlich sechsteilige Sprossenfenster mit Metallrahmen eingelassen. Die obersten gekuppelten Fenster an den Risaliten ruhen in rundbogigen Öffnungen. Die abschließenden Walmdächer sind mit grauem Schiefer eingedeckt und mit Terrakotta-verziertem First gestaltet.